# Động đất Nghi Lan 2019
Động đất Nghi Lan 2019 (tiếng Trung: 2019年宜蘭地震) là một trận động đất xảy ra vào lúc 5:28 (NST), ngày 8 tháng 8 năm 2019. Trận động đất có cường độ 6.2 richter, tâm chấn độ sâu khoảng 24,2 km. Không có cảnh báo sóng thần cho trận động đất này. Trận động đất đã làm 1 người thiệt mạng.